# 新約 聖劍傳說
《新约 圣剑传说》是史克威尔艾尼克斯和Brownie Brown开发、和任天堂发行的2003年Game Boy Advance动作角色扮演游戏，為Game Boy游戏《圣剑传说 最终幻想外传》的强化重制版。《圣剑传说 最终幻想外传》是圣剑传说系列的初代作品，而《新约》为系列第5作。游戏设定在古典奇幻的世界，讲述了无名男英雄和女英雄击败Dark Load，保护世界力量源泉玛娜圣树不被滥用的故事。
《新约》结合了原作的游戏要素且故事总体相同，但加入了新游戏机制和更复杂的剧情。游戏除去了原作中出于营销策略而加入的最终幻想要素，并加入了系列后来作品的游戏性元素和艺术风格。游戏剧情有所修改，玩家可以从男英雄和女英雄的平行故事中选择一肢游戏，同时的背景和对话也教原作扩充。《新约》由系列创作者石井浩一制作，大印健生监督，大部分开发工作由曾参与史克威尔作品的Brownie Brown职员完成。
游戏获得媒体不很积极的评价。评论称赞游戏图形以及较原作的强化。他们对强化的情节表示难以接受，同时对以电脑控制伙伴为首的游戏性元素表示不满。评论主要向该动作角色扮演或系列爱好者推荐游戏。

## 玩法
《新约 圣剑传说》在动作角色扮演游戏《圣剑传说 最终幻想外传》的操作基础上扩充并改动，同时融入了圣剑传说系列后来游戏的要素。如同系列前作《新约》以俯视视角显示，玩家操控角色在场景中移动，并与敌对生物战斗。除了画面升级为彩色外，放弃瓷砖式地图外，角色的移动方向不再仅限主方位。在游戏开始前，玩家选择要无名的男英雄或女英雄进行游戏。经常会有未选择那名英雄或临时伙伴加入玩家队伍并参战，在战斗中，玩家随时可以切换直接操纵另一名角色。未选择的角色会由人工智能控制。和系列前作不同，《新约》没有直接多人模式。不过玩家可以将Game Boy Advance通过连接线连到一起，通过“Amigo”系统在一段事件后给予他们的角色强力攻击。而原版游戏没有多人功能。
两名主角能力不同。虽然二人都能使用武器与魔法，但男英雄强在近身武器战，女英雄则擅长范围魔法攻击。武器有砍、刺、重击三种方式，各方式对不同敌人伤害有别。魔法可以伤害敌人或保护主人公，且效果会因角色所持武器发生变化。战斗采用即时制。屏幕底部显示蓄力槽，会随着角色攻击敌人逐渐填充，当槽充满后玩家就可以选择发动全力一击，当全力一击击中目标后槽就会清空。在战斗中获得足够经验值时，角色就会升级，力量和回避等能力会永久增长。
玩家可以在城镇中休息恢复生命值，购买回复道具与装备。游戏采用环形菜单——菜单会环绕在当前控制队员的周围，可在战斗中选择切换武器、发动魔法、使用道具、检查道具。这种菜单出现于《圣剑传说2》和《圣剑传说3》，原版未使用此系统。游戏沿用了《圣剑传说3》的昼夜系统，部分敌人只会在一天的特定时间出现，昼夜会在角色进入新区域而改变。类似于《圣剑传说 玛娜传奇》，玩家可以锻造武器，或通过种植屋种植农产。

## 情节
《新约 圣剑传说》和《圣剑传说 最终幻想外传》故事相似，但新增了一些细节和对话。玩家可以选择以男英雄和女英雄展开故事，英雄没有预设名字，需要由玩家指定。两个故事平行发生，而且两名主人公经常一起行动。
男英雄的故事以一场梦开始，他梦见他的双亲死于Granz国统治者Dark Load的过去。醒来后，沦为Granz角斗士奴隶的他企图逃走，然而他被Dark Load发现并被打落到桥下。在从湖中走出后，他被建议前往Topple城。女英雄的故事同样以一场回忆过去的梦开始，在梦中Dark Load和他的随从Julius杀了她的养母并毁掉了她的村庄。在醒来后，正前往Wendell的骑士Bogard建议她前去Topple。男女英雄在Topple遇到了一起，并决定一同旅行。他们前往Wendell，并在途中得知女英雄所属的玛娜族女性被吸血鬼绑架。女英雄亦被绑架，但被男英雄和一名不愿留名的男性救出；他们发行绑架者是为了从Dark Lord和Julius手中保护女性，他们灭族是因为一族未能从可怕的命运手中保护Dark Lord的母亲。
两名主人公在Wendell得知，因Vandole帝国滥用魔法之源玛娜，Bogard等骑士在20年前参与了推翻帝国的行动。男英雄称他打算寻找传说的玛娜圣剑为父母报仇，女英雄也发现养母留给他的吊坠是玛娜之源——玛娜圣树——的关键。未透露姓名的男子之后称自己是Julius，企图绑架女英雄获得吊坠；男英雄营救失败并从飞空艇上坠落下来。接下来的故事中，已变成怪物的Dark Load母亲将吊坠偷走交给Dark Load，而被两位英雄杀死。主人公接着一路追赶Dark Load并将其击败，Julius表明他是Vandole帝国最后的幸存者。他获得吊坠后控制了女英雄的意念，打开了通向玛娜圣树的道路，完成Vandole推翻前所做的事。Julius打败了男女英雄并前往玛娜圣树。
男女英雄分开寻找玛娜圣剑。在通过圣剑的试炼后，二人前往玛娜圣树，并合力击败Julius。虽然他们胜利了，但玛娜之树也却未能存活；在死亡之前，圣树表明她是女英雄的母亲，并询问她是否愿意接替她化为下一棵玛娜之树。游戏以女英雄答应成为圣树，两名主人公分别结束。

## 开发与发行
在1999年系列前作《圣剑传说 玛娜传奇》发行后，几名开发团队成员离开史克威尔成立了新工作室Brownie Brown。他们有角色设计龟冈慎一、主美工津田幸二和其他几名编剧与美工。史克威尔则将系列第五部游戏开发外包给Brownie Brown。游戏制作人由史克威尔的石井浩一——系列全部前作的总监或设计师——担当。石井在系列首作，即本作原游戏《圣剑传说 最终幻想外传》中，担任总监一职。相较于Game Boy原版，游戏除了强化图形外，还加入了环形菜单等开创于系列之后作品的元素，此外游戏还扩充了故事。原版游戏出于营销加入了最终幻想系列的元素，续作的发行则标志着游戏成为独立的系列，故初代的这些内容在《新约》中被移除。
原版游戏采用了塞尔达传说式的黑白图像，而Game Boy Advance的《新约》和超级任天堂上的系列第三作《圣剑传说3》更为接近。游戏新增控制女孩的功能，至于系列知名的多人游戏元素，本作中通过双玩家联机交易道具体现。
史克威尔在2002年8月宣布有一部Game Boy Advance圣剑传说游戏处于开发阶段，公司在2003年早期又宣布，当年下半年会在日本发行《圣剑传说 最终幻想外传》的重制版《新约圣剑传说》。2003年4月24日，和艾尼克斯合并后的史克威尔艾尼克斯宣布，游戏同样会在北美和欧洲发售。虽然《玛娜传奇》已在西方发行，但《圣剑传说3》没有走出日本国外。IGN在2003年7月将本作列为2003年最期待十大Game Boy Advance游戏之一。《新约》于2003年8月29日在日本发行，以“Secret of Mana”名义于2003年12月1日和2004年3月18日分别在北美和欧洲发行。在日本，游戏发售当日还有销售与“玛娜蓝”Game Boy Advance SP同捆的限量版游戏。在2003年8月27日到9月30日间购买游戏原声和攻略本者，将有机会赢得仙人掌角色抱枕和手机吊带。

### 音乐
《新约 圣剑传说》依然由《圣剑传说 最终幻想外传》作曲者伊藤贤治配乐。音乐既包括重新创作的原游戏音轨，也包括新曲目。伊藤的音乐灵感主要源自对游戏图像而非外部影响；然而然而原版和新版游戏他皆未玩过。DigiCube于2003年发行了两碟装专辑《Sword of Mana Premium Soundtrack》，内含47首游戏曲目，计一个半小时；史克威尔艾尼克斯于2004年再版专辑。第一碟的曲目直接源自游戏，第二碟则收录伊藤的7首原声钢琴编曲。第一版原声还附赠一张碟片，其中收录《Rising Sun ~ Endless Battlefield》的管弦乐编曲。专辑曾登上日本公信榜第118位，并仅在榜单停留一周。DOREMI音乐出版发行过一张原声钢琴编曲专辑。此外KMP音乐出版还发行过一本专辑中钢琴曲目的乐谱。

## 评价
《圣剑传说》获得媒体不很积极的评价。以图形为首的游戏感官获得称赞。GameSpot的布拉德·休梅克赞扬了游戏“华丽、绚彩的背景”和动画质量，GamePro亦给出同样评论。《Game Informer》的贾斯汀·利珀同样认为图形美丽，《电子游戏月刊》的肖恩·贝滕豪森则称《新约》是“GBA上最惊艳的游戏之一”，1UP.com的凯文·吉福德也称赞游戏图形胜过其他Game Boy Advance游戏。GameSpy的达里尔·瓦瑟则称若非动画质量他不甚满意，游戏本应成为最好看的Game Boy Advance游戏。游戏音乐的反响褒贬不一：虽然《Game Informer》和GamePro表示称赞，但GameSpot的休梅克表示用音乐“多属乏味”，IGN的克雷格·哈里斯和GameSpy的瓦萨则表示音乐不错但重复。评论还指出感官方面的技术问题：GameSpot和IGN的评论都称异常显示让显示打了折扣。
评论普遍不接受游戏情节。IGN的哈里斯称其“有些低级”“近乎幼稚”，1UP.com的吉福德则只是称其“幼稚”以及“无必要的冗长对话”。GameSpy的瓦萨认为新增对话仅乃虚增了简单的剧情。GameSpot的休梅克称奇“离奇简单”，《电子游戏月刊》的评论也称其乃游戏最大缺点之一。
游戏性元素也反响不佳。电脑控制的同伴几乎受到一致批评，《电子游戏月刊》的贝滕豪森称其“几乎无用”，1UP.com的吉福德持同样观点，GameSpot的修梅克称他们“简直够蠢”，IGN的哈里斯称其“毋庸置疑的糟糕”“无疑是最薄弱的环节”。GamePro、GameSpot和GameSpy的评论认为游戏战斗机制是一个问题，GameSpot和IGN的评论认为游戏过于容易。1UP.com的吉福德认为头目战太简单，武器切换系统无必要的繁复。IGN的哈里斯和《Game Informer》的利珀认为昼夜系统古怪且无必要，此外哈里斯还认为多人系统未能留下印象。GameSpot的休梅克总结称游戏“相当不错”，并向此类游戏爱好者作出推荐，《Game Informer》的利珀和《电子游戏月刊》的贝滕豪森成游戏“相当好”，是“值得”系列爱好者一看。日本杂志《Fami通》称游戏是《圣剑传说 最终幻想外传》的良好升级，而没有太超越原版游戏性。

## 影响
《新约 圣剑传说》被天野白改变为漫画，由Enterbrain于2004年2月25日发售。由大濱真對编写，村上美子配图的两卷小说亦由Enterbrain于2004年2月27日发售。史克威尔艾尼克斯还制作了改编四格漫画，于2004年1月16日发售。